# Bărăteaz, Timiș
Bărăteaz (română Călugăruș, germană Baratzhausen, Perntjass, maghiară Baraczháza) este un sat în comuna Satchinez din județul Timiș, Banat, România.

## Localizare
Bărăteazul este un mic sat situat în nordul județului Timiș, la limita dintre județele Timiș și Arad. Distanța până la reședința de județ, municipiul Timișoara, este de circa 36 km. Este traversat de drumul județean DJ692. Se leagă de centrul de comună, Satchinez, printr-un drum comunal modernizat. Totodată are acces la calea ferată care trece prin apropiere, însă halta se situează la 3 km distanță de sat. Se învecinează la nord cu Gelu (8 km), la est cu Călacea (6 km), la sud-est cu Carani (8 km), la vest cu Satchinez (7 km).

## Istorie

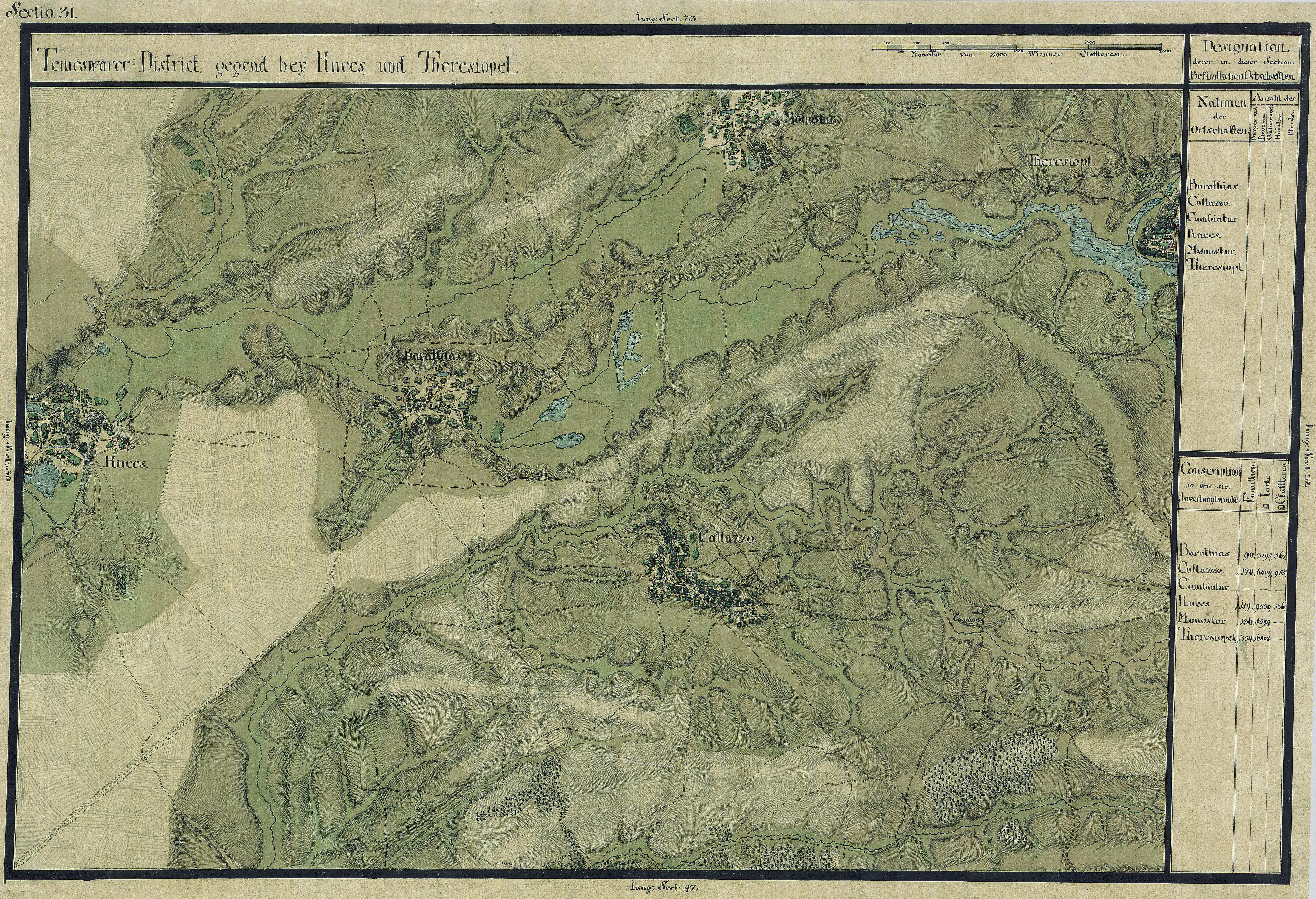
Bărăteaz în Harta Iosefină a Banatului, 1769-72

Satul Bărăteaz datează din secolul XV, cu prima atestare documentară datând din 1411. Într-un defter otoman din 1554, este consemnat cu 10 case. A fost un sat predominant românesc, până când, sub stăpânirea hapsburgică a Banatului, a început să fie populat de coloniști germani (șvabi). Aceștia au devenit majoritari spre sfârșitul secolului XVIII, după care numărul lor a început să scadă. Astăzi majoritatea covârșitoare a locuitorilor sunt români.